# Bayraktar (Lied)
Bayraktar (ukrainisch Байрактар) ist ein populäres ukrainisches patriotisches Lied aus der Zeit des russischen Überfalls auf die Ukraine im Jahr 2022. Das Video ist bereits zu einem recht frühen Zeitpunkt des Krieges erschienen.

## Inhalt

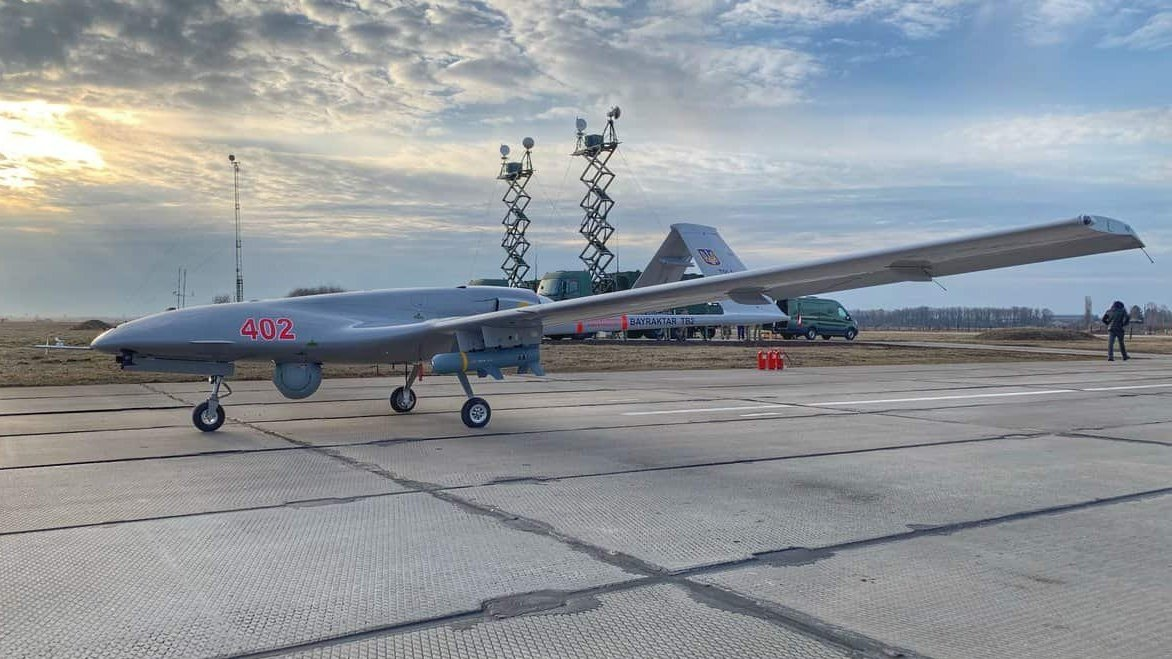
Eine Bayraktar TB2 der ukrainischen Luftstreitkräfte

Es ist der Kampfdrohne Bayraktar TB2 gewidmet, die anfangs erfolgreich gegen russische Streitkräfte eingesetzt wurde. Es wurde von dem ukrainischen Soldaten Taras Borowok während des russischen Überfalls 2022 geschrieben und komponiert, und es preist die Kampfdrohne Bayraktar TB2 türkischer Produktion. Das Lied wurde durch die Verwendung von Videos, die während des Krieges gedreht wurden, populär und wurde auch in verschiedene andere Sprachen übersetzt.
Zu einem schlichten Rhythmus verspottet eine sonore und rauchige Stimme die Streitkräfte des russischen Präsidenten Wladimir Putin – ihre Ausrüstung, ihren Auftrag und das Schtschi, das sie in ihren möglicherweise zum Scheitern verurteilten Panzern verzehren.
Das Lied endet mit einer elliptischen Auslassung:
Propaganda betreibt die Kreml-Missgeburt (urod),

die Propagandaworte schluckt das Volk (narod).

Ein neues Wort kennt jetzt ihr Zar (zar):

…
Веде пропаганду кремлівський урод,

Слова пропаганди ковтає народ.

Тепер нове слово знає їх цар:

…
Es wurde darauf hingewiesen, dass es sich bei dem Lied um eine Darstellung tiefschwarzen ukrainischen Humors handelt.